# María Cristina Pineda Suazo
María Cristina Pineda Suazo (Honduras, 1954) es una físico astrónomo, física e Ingeniero civil, catedrática y divulgadora científica hondureña, fue Directora del Centro Estudios Astronómicos (CEACS-UNAH), actualmente se desempeña como catedrática en la Facultad de Ciencias Espaciales (FACES) de la Universidad Nacional Autónoma de Honduras.

## Biografía
María Cristina Pineda Suazo de Carias. Nació en 1954 en la república de Honduras, en 1974 obtuvo su título de Ingeniera Civil, por la Universidad Nacional Autónoma de Honduras, continuó sus estudios en Estados Unidos de América, en la Universidad Estatal de Nueva York y Buffalo, obteniendo el máster en Física en 1977, después sacó su licenciatura en Astrofísica en la Universidad Complutense de Madrid, España.
De regreso en Honduras, la doctora Cristina Pineda en 1974, es nombrada profesora en la Universidad Nacional Autónoma de Honduras, en las asignaturas de: Mecánica Analítica en la Facultad de Ingeniería, asimismo Física general, electricidad, magnetismo, mecánica estática, mecánica clásica, física moderna, en el departamento de física. En 1982 es nombrada miembro del Consejo administrativo de la UNAH. En 1986 es ascendida a Vicedirectora del Centro Universitario de estudios generales de la UNAH. En el año 2000 Coordinadora del laboratorio de percepción remota del Observatorio Astronómico Centroamericano de Suyapa OACS-UNAH. Profesora de la asignatura de astronomía en todas las carreras universitarias. En 2001 profesora de las carreras de Biología e ingeniería. 2005 a 2009 directora de tesis de maestría en astronomía y astrofísica, arqueo astronomía maya, 2004 a 2005 coordinadora del proyecto de creación de la carrera de Maestría en ordenamiento y gestión de territorio. Codirectora del Proyecto de la maestría en ordenamiento y gestión del territorio 2009-1013. En 2007 fue nombrada profesora titular de la Maestría regional centroamericana en astronomía y astrofísica. Para 1998 es nombrada profesora titular de la asignatura de Arqueo astronomía de la UNAH. En el mismo año profesora titular de en la Maestría de Astronomía y Astrofísica de la UNAH. En 2005 es nombrada profesora titular de la Maestría en Ordenamiento y Gestión territorial de la UNAH. En el 2009 fue consejera representante de las universidades nacionales para el Departamento de ordenamiento territorial del Departamento de Francisco Morazán. Coordinadora para la creación del Proyecto de la Facultad de Ciencias Espaciales de la UNAH en 2006 a 2009. Profesora de arqueo astronomía Maya en el seminario de Arqueo astronomía realizado en 2009. En 2010 es Decana Interina de la Facultad de Ciencias Espaciales de la UNAH y en 2013 es nombrada Decana titular de la Facultad.
En el 2012 fue nombrada coordinadora del Grupo de Investigación científica sobre la caída de un meteorito en el departamento de Comayagua, en el centro de la república de Honduras. Dicho evento lo expuso en el Reporte Preliminar de Caída de un Meteorito. María Cristina Pineda de Carías, Facultad de Ciencias Espaciales. Universidad Nacional Autónoma de Honduras. Diciembre de 2012.
En el mismo año es nombrada coordinadora del equipo interinstitucional para establecimiento de las Ciencias Aeronáuticas en la Facultad de Ciencias Espaciales de la UNAH.
Con marco de la celebración de la XIV Conferencia Iberoamericana de Sistemas de Información Geográfica, en la ciudad de Tegucigalpa, M.D.C. en el año 2012 -2013, la doctora Cristina Pineda es nombrada Coordinadora del comité organizador del evento.

## Observatorio astronómico
En 1997 la doctora María Cristina Pineda fue la autora y gestora del proyecto de creación del observatorio astronómico para la universidad nacional. Mismo que se llevó a cabo y que se encuentra construido en la colina Suyapa de la ciudad capital Tegucigalpa, M.D.C. en 1994 fue nombrada Directora de dicho observatorio hasta el 2010.

## Cargos
- 1982-1985. Miembro del Consejo administrativo de la UNAH.
- 2006-2009. Miembro del Consejo de Educación Superior, UNAH.
- 2005. Miembro del Tribunal examinador de la licenciatura en Física-orientación astronómica de la Universidad Nacional Autónoma de Nicaragua.
- 2009-2013. Miembro del Tribunal examinador de la maestría de Ordenamiento y gestión territorial, UNAH.
- 2002-2009. Miembro del Tribunal examinador de la maestría de Astronomía y Astrofísica de la UNAH.
- 2009. Directora de la Revista Ciencias Espaciales, de la Facultad de Ciencias Espaciales de la UNAH.
- 2010. Decana Interina de la Facultad de Ciencias Espaciales (FAES) de la UNAH.
- 2013. Decana de la Facultad de Ciencias Espaciales (FAES) de la UNAH.

## Membresías
- International Astronomical Union (IAU).[2]
- Asamblea de Astrónomos de América Central (AAAC).
- Fundación Salvador Moncada para el Avance de la Ciencia.

## Publicaciones científicas
Entre muchas obras e investigaciones publicadas por la científica hondureña, se encuentran:
- María Cristina Pineda de Carías. “Una Década de Astronomía Centroamericana en Honduras.” Artículo en Mensaje al Futuro. Observatorio Astronómico Centroamericano de Suyapa, Universidad Nacional Autónoma de Honduras. Diciembre de 2000.

- María Cristina Pineda de Carías, The Central America Master´s Program in Astronomy and Astrophysics. Capítulo libro Astronomy for Developing Countries, IAU Special Session at the 24th General Assembly, 2001. Alan H. Batten, ed. Astronomical Society of the Pacific. Michigan, U.S.A. 2001. (Páginas: 69-79).

- María Cristina Pineda de Carías, Vito Véliz y Ricardo Agurcia Fasquelle. “Del grande y complejo plan de 18 Conejo para la Plaza del Sol del Parque Arqueológico de Copán Ruinas. Artículo en Revista del Instituto Hondureño de Antropología e Historia. Edición Conmemorativa 50 Aniversario: 1952-2002. Instituto Hondureño de Antropología e Historia. Tegucigalpa, Honduras. 2002. (páginas: 126-134).

- María Cristina Pineda de Carías, Vito Véliz y Ricardo Agurcia Fasquelle. ”Estela D: Reloj Solar de la Plaza del Sol del Parque Arqueológico de Copán Ruinas, Honduras. Artículo en Revista Yaxkin. Instituto Hondureño de Antropología e Historia. Año 34, Vol. XXV, No.2. 2009. (páginas: 111-138).

- María Cristina Pineda de Carías. ”Base de datos de eventos solares observados desde la Plaza del Sol del Parque Arqueológico de Copán Ruinas.” Artículo en Revista Ciencia y Tecnología. Dirección de Investigación Científica, UNAH. Número 4 (ISSN 1995-9613). Tegucigalpa, Honduras. 2009. (páginas: 20-35).

- María Cristina Pineda de Carías. ¿Qué es el Observatorio Astronómico Centroamericano de Suyapa de la Universidad Nacional Autónoma de Honduras? Artículo en Revista Ciencias Espaciales, Facultad de Ciencias Espaciales, UNAH. Número 1, Vol. 2 (ISSN 2225-5249). 2009. (páginas: 128-144).

- Liliam Sofía Gómez y María Cristina Pineda de Carías. “Atlas Multimedia Prototipo del Centro Histórico del Distrito Central de Honduras.” Artículo en Revista de Postgrados de la UNAH (ISSN 2071-8470). Tegucigalpa, MDC, Honduras. 2010. (páginas 185-196).

- Joaquín Bosque Sendra y María Cristina Pineda de Carías. “I Congreso Internacional de Ordenamiento Territorial y Tecnologías de la Información Geográfica. Resúmenes y Comunicaciones.” Universidad de Alclalá, Alcalá de Henares, Madrid, España. Impreso en España. 2010. ISBN 978-84-8138-886-2.

- María Cristina Pineda de Carías. “International Year of Astronomy 2009 – Final Report. Capítulo: Honduras.” Editado por: Pedro Russo y Lars Lindberg Christensen. International Astronomical Union. 2010. Páginas 666-676.

- Equipo Interinstitucional: UNAH/Facultad de Ciencias Espaciales:María Cristina Pineda de Carías, Gerardo Enrique Inestroza Euceda, Omri Alberto Amaya Carías; UNAH/Dirección Vinculación Universidad Sociedad/Educación No Formal: Alex Geovanni Matamoros Castro; Dirección General de Aeronáutica Civil: Heriberto Sierra Pavón; Asociación para el Desarrollo Aeronáutico y Educativo de Honduras: Pavel Andrey Espinal Ponce, Gorki Engels Alfaro. Bases para el establecimiento de las Ciencias Aeronáuticas en la Facultad de Ciencias Espaciales de la Universidad Nacional Autónoma de Honduras. Tegucigalpa MDC, Honduras. Diciembre de 2012. ISBN 978-99926-96-74-3.

- María Cristina Pineda de Carías, Vilma Lorena Ochoa y Rafael Enrique Corrales. Artículo: “Detección de cambios en la cobertura de la tierra de un sector del occidente de Honduras, Período 1991-2006.” Revista Ciencia y Tecnología, Dirección de Investigación Científica de la Universidad Nacional Autónoma de Honduras. Número 11, diciembre de 2012. (páginas. 78-109)

- María Cristina Pineda de Carías, Eduardo L. Moreno Segura, Vilma Lorena Ochoa. “XIV Conferencia Iberoamericana de Sistemas de Información Geográfica. Resúmenes de Conferencias y Comunicaciones. Universidad Nacional Autónoma de Honduras/Facultad de Ciencias Espaciales (FAES), Sociedad Iberoamericana de Sistemas de Información Geográfica.” Tegucigalpa, M.D.C. Honduras. Julio de 2013. ISBN 978-99926-96-59-0.